# Perín-Chym
Perín-Chym ist eine Gemeinde im Osten der Slowakei mit 1576 Einwohnern (Stand 31. Dezember 2024). Sie liegt im Okres Košice-okolie, einem Teil des Košický kraj.

## Geographie
Die Gemeinde befindet sich im Südteil des Talkessels Košická kotlina am Übergang in das Hügelland Bodvianska pahorkatina. An dieser verläuft die ungarische Grenze. Westlich des Hauptortes erstreckt sich ein Teichsystem, die Perínske rybníky. Das Ortszentrum liegt auf einer Höhe von 214 m n.m. und ist 21 Kilometer von Moldava nad Bodvou sowie 23 Kilometer von Košice entfernt.

## Geschichte
Die heutige Gemeinde entstand 1964 durch Zusammenschluss der bisher selbstständigen Orte Perín (ungarisch Perény) und Chym (ungarisch Hím). 1991 kam dazu noch der Ort Vyšný Lánec (ungarisch Felsőlánc); alle diese Orte sind heute Gemeindeteile.
Perín wurde zum ersten Mal 1220 schriftlich erwähnt und gehört bis zum Anfang des 17. Jahrhunderts dem im Mittelalter bedeutenden Geschlecht Perényi. Zu dieser Zeit wurde die Gegend durch eingeladene Deutschen besiedelt, sind aber seit dem Ende des Mittelalters nicht mehr erwähnt. 1427 hatte man 27 Porta. 1828 sind 138 Häuser und 1097 Einwohner verzeichnet.
Chym wurde zum ersten Mal 1294 schriftlich erwähnt und hatte 1828 53 Häuser und 420 Einwohner.
Bis 1918 gehörten alle im Komitat Abaúj-Torna liegende und mehrheitlich ungarischsprachige Orte zum Königreich Ungarn und kamen danach zur Tschechoslowakei. Auf Grund des Ersten Wiener Schiedsspruchs lagen sie von 1938 bis 1945 noch einmal in Ungarn.
Nach dem Zweiten Weltkrieg kam es zu einem Bevölkerungsaustausch zwischen der Tschechoslowakei und Ungarn, wobei einige ungarische Familien nach Ungarn abgeschoben wurden und statt ihnen ungarische Slowaken nach Perin-Chym kamen.

## Bevölkerung
| Jahr                | 1994 | 2004    | 2014    | 2024     |
| ------------------- | ---- | ------- | ------- | -------- |
| Anzahl der Personen | 1547 | 1498    | 1424    | 1576     |
| Unterschied         |      | −3,16 % | −4,93 % | +10,67 % |

| Jahr                | 2023 | 2024    |
| ------------------- | ---- | ------- |
| Anzahl der Personen | 1582 | 1576    |
| Unterschied         |      | −0,37 % |

Ergebnisse nach der Volkszählung 2001 (1506 Einwohner):
| Nach Ethnie: - 65,27 % Slowaken - 34,13 % Magyaren - 0,20 % Tschechen - 0,13 % Roma | Nach Religion: - 78,69 % römisch-katholisch - 4,12 % konfessionslos - 3,05 % griechisch-katholisch - 1,33 % keine Angabe |

## Sehenswürdigkeiten
- römisch-katholische Kirche, ursprünglich im 14. Jahrhundert im gotischen Stil errichtet, heute barockisiert

Kirchen im Gemeindegebiet von Perín-Chym
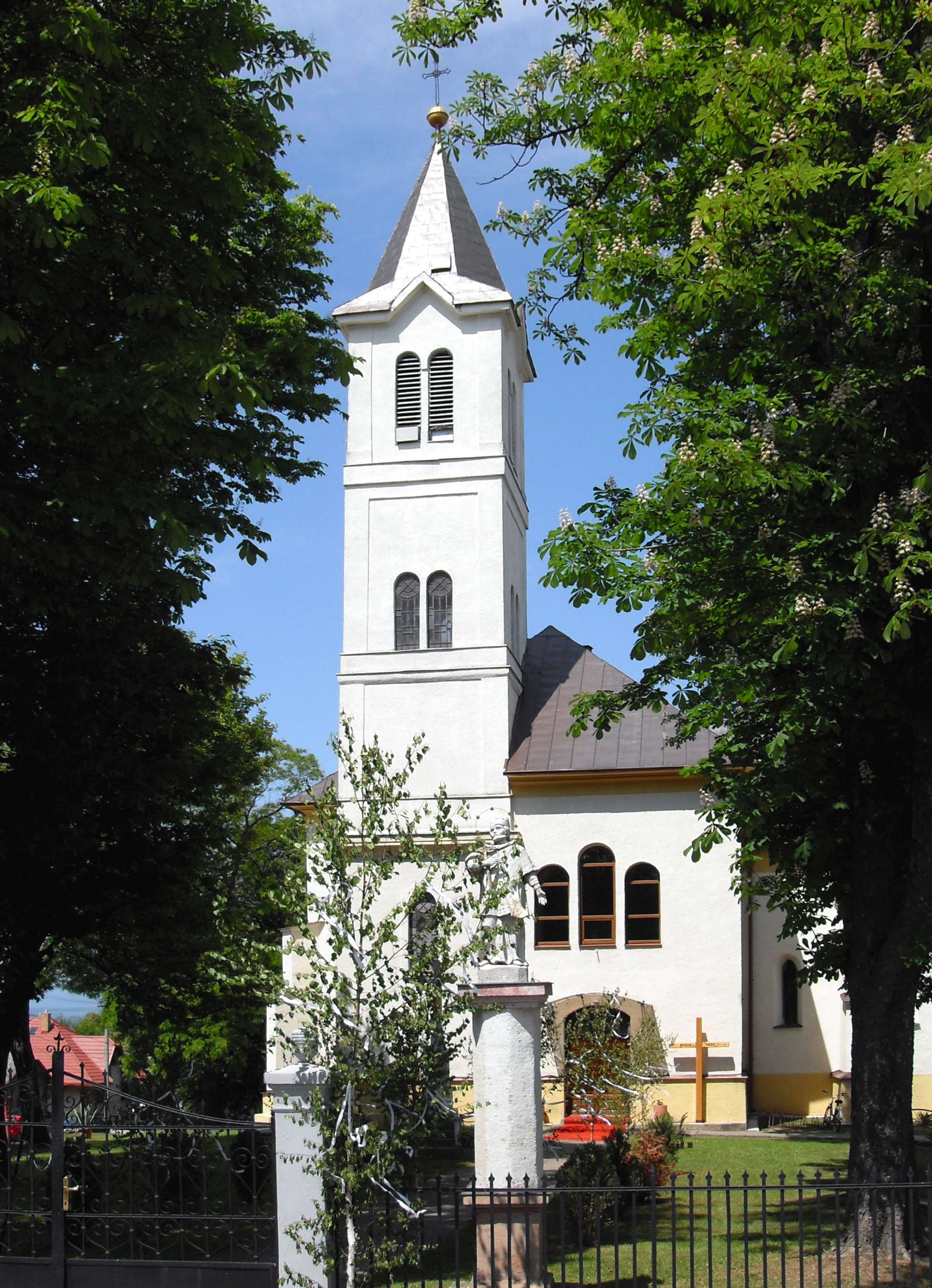
Dreifaltigkeitskirche in Perín
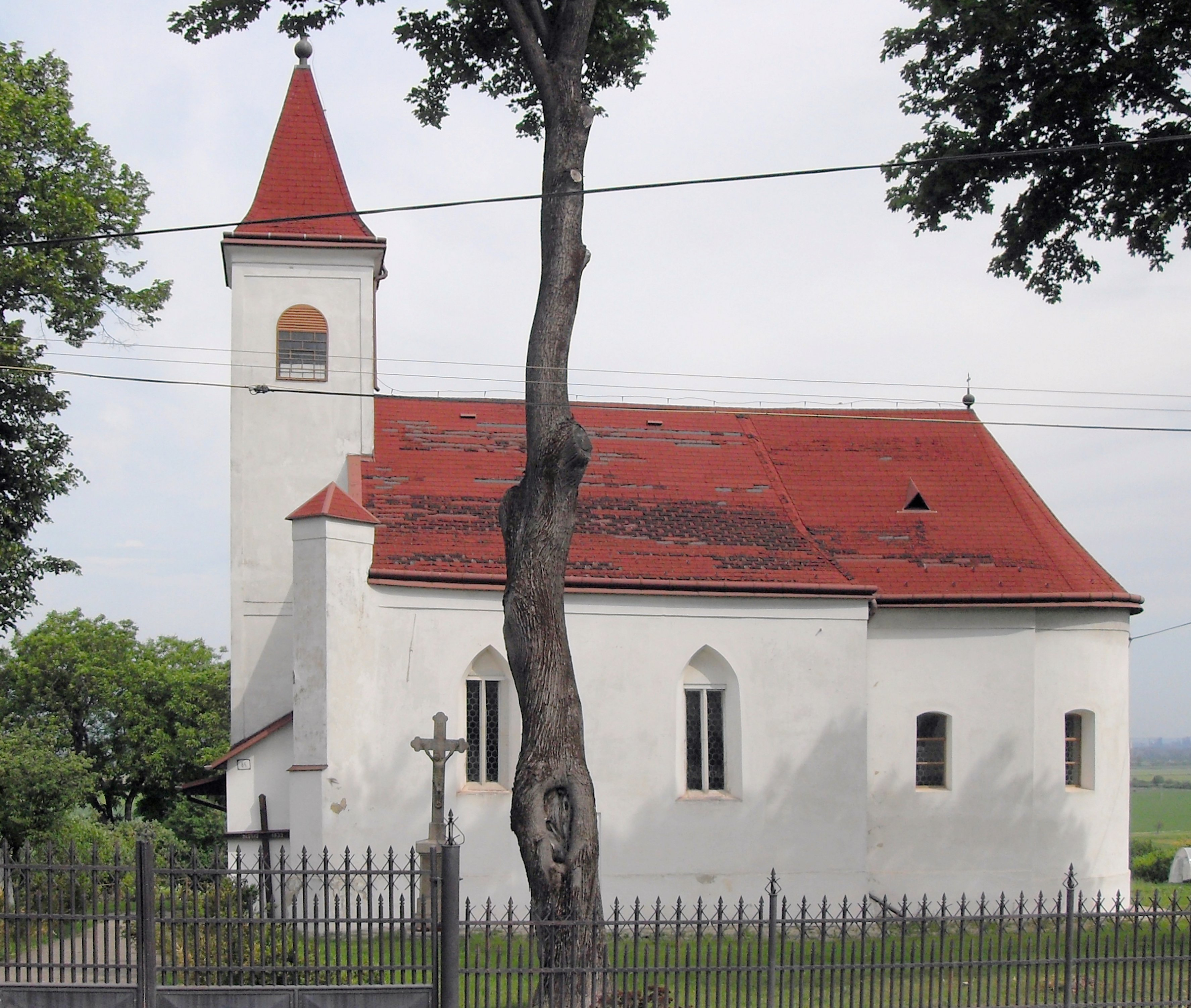
St. Stephan in Chym
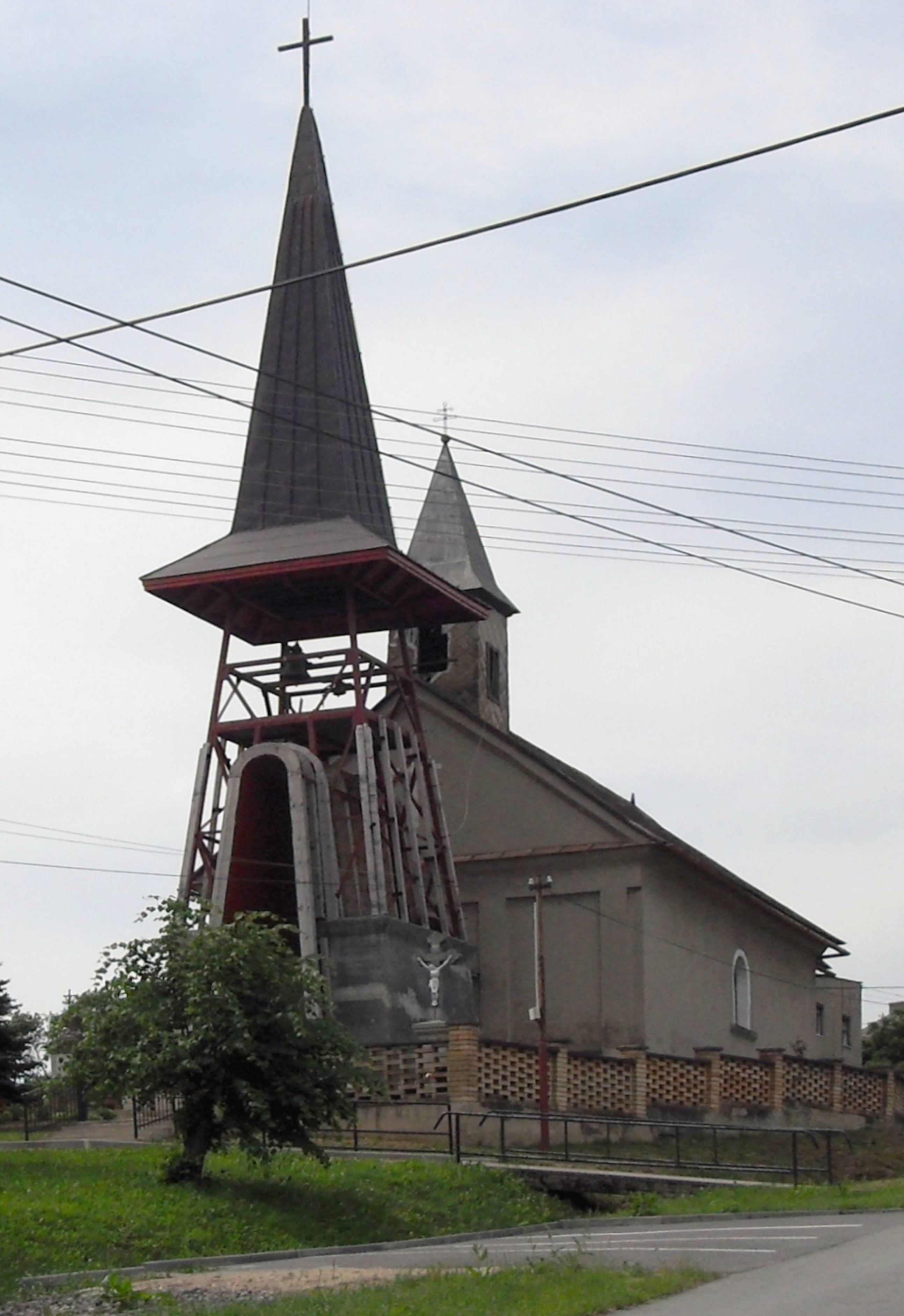
Kreuzerhöhungskirche Vyšný Lánec
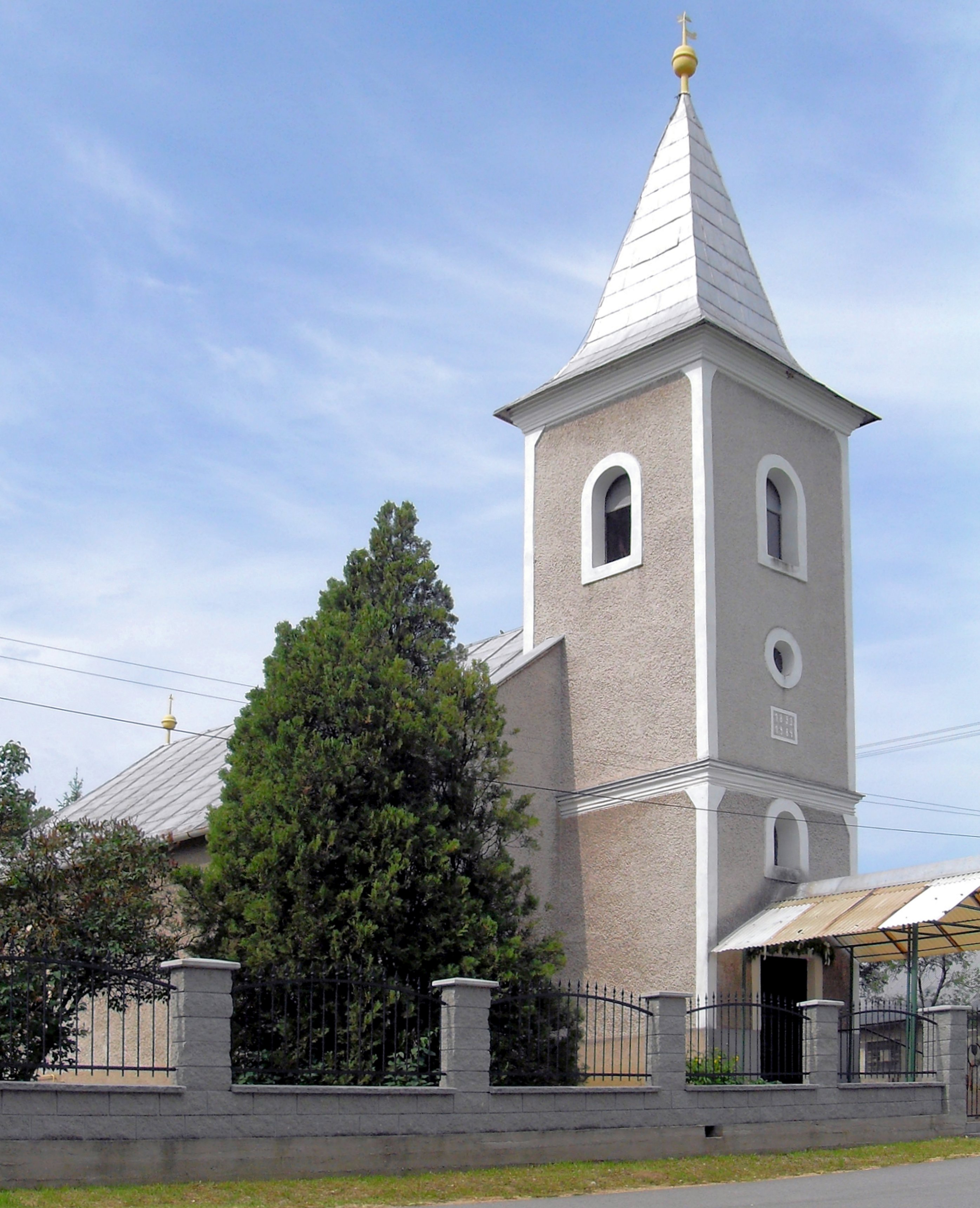
Liebfrauenkirche Vyšný Lánec